# Șirineasa (gmina)
Șirineasa – gmina w Rumunii, w okręgu Vâlcea. Obejmuje miejscowości Aricioaia, Ciorăști, Slăvitești, Șirineasa i Valea Alunișului. W 2011 roku liczyła 2404 mieszkańców.